# Caprile (allevamento)
Il caprile è uno spazio recintato o un edificio utilizzato per l'allevamento delle capre. Negli allevamenti estensivi le capre vengono allevate all'aperto; i caprili chiusi sono generalmente riservati agli allevamenti specializzati di capre da latte.
Il caprile moderno è costituito da un edificio suddiviso in vari reparti, dove gli animali sono divisi in gruppi omogenei: capre gravide, capre in allattamento, capretti in svezzamento, ecc. Il caprile è completato da edifici secondari, dove si trovano la sala di mungitura, la sala parto e i comparti per i maschi da riproduzione (becchi), che vengono alloggiati in comparti singoli.
Le capre sono alloggiate in comparti multipli, generalmente disposti su due file contrapposte e separate da una corsia centrale per il foraggiamento. I comparti hanno una zona di alimentazione dotata di mangiatoie e una zona di riposo. La zona di alimentazione è sopraelevata rispetto alla zona di riposo, che ha un pavimento sempre coperto di paglia (lettiera permanente) che viene settimanalmente aggiunta; tutta la lettiera viene rimossa e cambiata completamente ogni 3-6 mesi.
Al caprile è annesso un recinto esterno, dove le capre possono passeggiare e prendere aria.